# Plaidoyer
Plaidoyer (vysl. [plédoajé]; franc., od plaid, z lat. placitum, výrok, rozsudek), je v původním smyslu závěrečná řeč státního zástupce a obhájce při soudním řízení. Měla by stručně a přehledně shrnout stanoviska a argumenty jedné i druhé strany po provedeném líčení, po ní už obvykle nenásledují další návrhy. Pro plaidoyer státního zástupce platí jistá omezení (např. řeč musí končit návrhem trestu), obhajoba není nijak omezena.
V přeneseném slova smyslu znamená plaidoyer veřejnou řeč na podporu jistého stanoviska, doloženou argumenty, typicky v parlamentu, v zastupitelstvu a podobně. Někdy se slovo plaidoyer užívá také ironicky pro patetickou řeč, nepřiměřenou jejímu obsahu a tématu.
Se slovem plaidoyer souvisí francouzské sloveso plaider, v češtině obvykle plédovat pro něco, které znamená zastávat se něčeho, podporovat určité stanovisko v řeči, často veřejné.